# Tharpyna albosignata
Tharpyna albosignata är en spindelart som beskrevs av Ludwig Carl Christian Koch 1876. Tharpyna albosignata ingår i släktet Tharpyna och familjen krabbspindlar. Inga underarter finns listade i Catalogue of Life.